# 나선

나선 (cos t, sin t, t)

나선(螺旋, 문화어: 라선)은 3차원 공간의 곡선과 같이, 매끄러운 곡선의 일종이다. 이는 물체의 겉모양이 빙빙 비틀린 형태를 지닌다. 나선의 영어 낱말 helix(헬릭스)는 "꺾인, 굽은"을 뜻하는 그리스어 낱말 ἕλιξ에서 왔다.

## 수학
3차원 공간 곡선으로서의 나선:
{\displaystyle {\begin{aligned}x(t)&{}=\cos(t),\\y(t)&{}=\sin(t),\\z(t)&{}=t.\end{aligned}}}
원통좌표계 (r, θ, h):
{\displaystyle {\begin{aligned}r(t)&{}=1,\\\theta (t)&{}=t,\\h(t)&{}=t.\end{aligned}}}
원 나선(반지름 a, 2πb):
{\displaystyle {\begin{aligned}x(t)&{}=a\cos(t),\\y(t)&{}=a\sin(t),\\z(t)&{}=bt.\end{aligned}}}

## 호의 길이, 곡률과 비틀림(Arc length, curvature and torsion)
반지름이 a 인 원기둥에 기울기 b/a (or pitch 2πb) 인 나선은 아래와 같이 벡터 함수로 나타낼 수 있다.
{\displaystyle t\mapsto (a\cos t,a\sin t,bt),t\in [0,T]}
나선 위에 있는 점의 위치벡터는 아래와 같다.
{\displaystyle \mathbf {r} =a\cos t\mathbf {i} +a\sin t\mathbf {j} +bt\mathbf {k} }
이를 미분하여 속도와 가속도를 구하면
{\displaystyle \mathbf {v} =-a\sin t\mathbf {i} +a\cos t\mathbf {j} +b\mathbf {k} }
{\displaystyle \mathbf {a} =-a\cos t\mathbf {i} -a\sin t\mathbf {j} +0\mathbf {k} }
이다. 속력과 가속도 크기를 구하면 아래와 같다.
{\displaystyle |\mathbf {v} |={\sqrt {(-a\sin t)^{2}+(a\cos t)^{2}+b^{2}}}={\sqrt {a^{2}+b^{2}}}}
{\displaystyle |\mathbf {a} |={\sqrt {(-a\sin t)^{2}+(a\cos t)^{2}}}=a}
호의 길이를 구하는 변수를 구하면
{\displaystyle s(t)=\int _{0}^{t}{\sqrt {a^{2}+b^{2}}}d\tau ={\sqrt {a^{2}+b^{2}}}t}
이다. 이제 변수 {\displaystyle s} 로 위치벡터를 다시 매개변수화하자.
{\displaystyle \mathbf {r} =a\cos {\frac {s}{\sqrt {a^{2}+b^{2}}}}\mathbf {i} +a\sin {\frac {s}{\sqrt {a^{2}+b^{2}}}}\mathbf {j} +{\frac {bs}{\sqrt {a^{2}+b^{2}}}}\mathbf {k} }
변수 {\displaystyle s} 에 대하여 미분하여 단위 접선벡터를 구하고 이를 다시 미분하여 곡률 벡터를 구하면
{\displaystyle {\frac {d\mathbf {r} }{ds}}=\mathbf {T} ={\frac {-a}{\sqrt {a^{2}+b^{2}}}}\sin {\frac {s}{\sqrt {a^{2}+b^{2}}}}\mathbf {i} +{\frac {a}{\sqrt {a^{2}+b^{2}}}}\cos {\frac {s}{\sqrt {a^{2}+b^{2}}}}\mathbf {j} +{\frac {b}{\sqrt {a^{2}+b^{2}}}}\mathbf {k} }
{\displaystyle {\frac {d\mathbf {T} }{ds}}=\kappa \mathbf {N} ={\frac {-a}{a^{2}+b^{2}}}\cos {\frac {s}{\sqrt {a^{2}+b^{2}}}}\mathbf {i} +{\frac {-a}{a^{2}+b^{2}}}\sin {\frac {s}{\sqrt {a^{2}+b^{2}}}}\mathbf {j} +0\mathbf {k} }
이다. 따라서 나선의 곡률은  {\displaystyle {\bigg |}{\frac {d\mathbf {T} }{ds}}{\bigg |}=\kappa ={\frac {a}{a^{2}+b^{2}}}}이다.
단위 법선벡터를 구하면
{\displaystyle \mathbf {N} =-\cos {\frac {s}{\sqrt {a^{2}+b^{2}}}}\mathbf {i} -\sin {\frac {s}{\sqrt {a^{2}+b^{2}}}}\mathbf {j} +0\mathbf {k} }
이므로 이중법선벡터는 아래와 같다.
{\displaystyle \mathbf {B} =\mathbf {T} \times \mathbf {N} ={\frac {1}{\sqrt {a^{2}+b^{2}}}}{\bigg [}b\sin {\frac {s}{\sqrt {a^{2}+b^{2}}}}\mathbf {i} -b\cos {\frac {s}{\sqrt {a^{2}+b^{2}}}}\mathbf {j} +a\mathbf {k} {\bigg ]}}
이중법선벡터를 미분하여 비틀림(토션)을 구할 수 있다.
{\displaystyle {\frac {d\mathbf {B} }{ds}}={\frac {1}{a^{2}+b^{2}}}{\bigg [}b\cos {\frac {s}{\sqrt {a^{2}+b^{2}}}}\mathbf {i} +b\sin {\frac {s}{\sqrt {a^{2}+b^{2}}}}\mathbf {j} +0\mathbf {k} {\bigg ]}}
비틀림은 {\displaystyle \tau ={\bigg |}{\frac {d\mathbf {B} }{ds}}{\bigg |}={\frac {b}{a^{2}+b^{2}}}}이다.
이처럼 나선은 곡률과 비틀림이 상수인 곡선이다.
참고 공간 곡선 운동에 관하여

## 같이 보기
- 알파 나선
- 원편파
- 솔레노이드
- 초나선
- 삼중나선